# علي الديك
علي الديك (مواليد 1971)، مغني شعبي سوري، ولدَ في منطقة رأس البسيط في قرية الزيتونة في محافظة اللاذقية، لعائلة فنية، فأخويه الفنانين عمار الديك وحسين الديك، واسم علي الديك الحقيقي علي هرمز.

## مشواره الفني
بدأ علي مشواره الفني أواخر التسعينات وتحديدا عام 1997، وبدأت شهرته خارج سوريا في مطلع عام 2000 بفضل اللون الجبلي الأصيل، المنتشر في منطقة الساحل السوري، الذي يقدمه في أغانيه التي تتميز بخفتها وبإيقاع الدبكة السورية. في رصيد علي الديك ما يزيد عن 180 أغنية لعل أشهرها أغنية «السردوك» وخمس ألبومات غنائية نذكر منها ألبوم «منوعات»، ألبوم «أبو شحادة» وألبوم «عيوش».
من أنجح أغانيه: «الحاصودي»، «الشهبندر»، «عيوش»، «حسنا»، «الموعد»، «ع كرومي لاقيني»، «زمان الخير»، «دي نامي»، «يا حامل الشنينه»، «وحياتك رح تندم»، «هاتي الحطب يا جده»، «الضيعة»، «سمرا وشقرا»، «بوصالح»، «بنت المدرسة»، «كرج الحجل»، «خسارة يا قلبي»، «أبو شحاده»، «غيرك ما بيحلا الوادي»، «مشعلك يا تنور»، «عرج الراعي»، «يا عمري»، «الناطور»، "صايعين ضايعين"، وغيرها. .
قدم على تلفزيون الجديد برنامجاً فنياً أسبوعياً بعنوان غنيلي ت غنيلك لاقى شهرة واسعة.

## عائلته
لديه علي الديك العديد من الأشقاء: محمد الديك، ريم الديك، أحمد الديك، حسين الديك، هدى الديك، عمار الديك، حسن الديك.

## الألبومات
1. ضبي كلاكيشك فيت لورا خليل
2. غنيلي تغنيلك
3. كل ما ظهرنا منتخانق دويتو مع دومينيك حوراني
4. خانتني
5. جاي عبالي ديو مع دومينيك حوراني
6. لياك
7. صايعين ضايعين
8. الناطور
9. منوع عيوش
10. عبيدو
11. جمول
12. علوش
13. أبو شحادة
14. فخوخ
15. سمرا وأنا الحاصودي
16. ست أولاد
17. ضيعة ضايعة (مسلسل)